# 乃木坂駅
乃木坂駅（のぎざかえき）は、東京都港区南青山一丁目にある、東京地下鉄（東京メトロ）千代田線の駅。駅番号はC 05。
駅名は赤坂八・九丁目に存在する東京都道413号赤坂杉並線の「乃木坂」に由来する。

## 歴史
- 1962年（昭和37年）：都市交通審議会答申第6号において、東京8号線が規定される。
- 1964年（昭和39年）12月6日の建設省告示3379号で、第6号答申の東京8号線は東京9号線として確定し、南青山駅（仮称）の設置が正式に決定。
- 1972年（昭和47年）10月20日：乃木坂駅として開業。
- 2004年（平成16年）4月1日：帝都高速度交通営団（営団地下鉄）民営化に伴い、当駅は東京地下鉄（東京メトロ）に継承される[2]。
- 2007年（平成19年）3月18日：ICカード「PASMO」の利用が可能となる[3]。
- 2010年（平成22年）12月29日：4番出入り口に隣接する「ホテルはあといん乃木坂（健保会館）」閉館に伴い、出入口閉鎖。これ以降、当駅の4番出入口は欠番となる。
- 2016年（平成28年）3月26日：発車メロディを導入[4]。

## 駅構造
島式ホーム1面2線を有する地下駅。隣の赤坂駅と同様にホームが大きく湾曲しているため常時駅員がおり、列車の発車時に車掌へ合図を出している。
2019年秋にホームドアが設置された。
当駅の地下1階、代々木上原寄りには「乃木坂変電所」がある。このため、地下2階の代々木上原方面ホーム（A線）の3号車4番ドア前の壁面には、変電所の機器搬出入用の立坑（通常はシャッターで閉じられている）がある。

### のりば
| 番線 | 路線     | 行先                     |
| ---- | -------- | ------------------------ |
| 1    | 千代田線 | 代々木上原・伊勢原方面   |
| 2    | 千代田線 | 北綾瀬・我孫子・取手方面 |

（出典：東京メトロ:構内図）

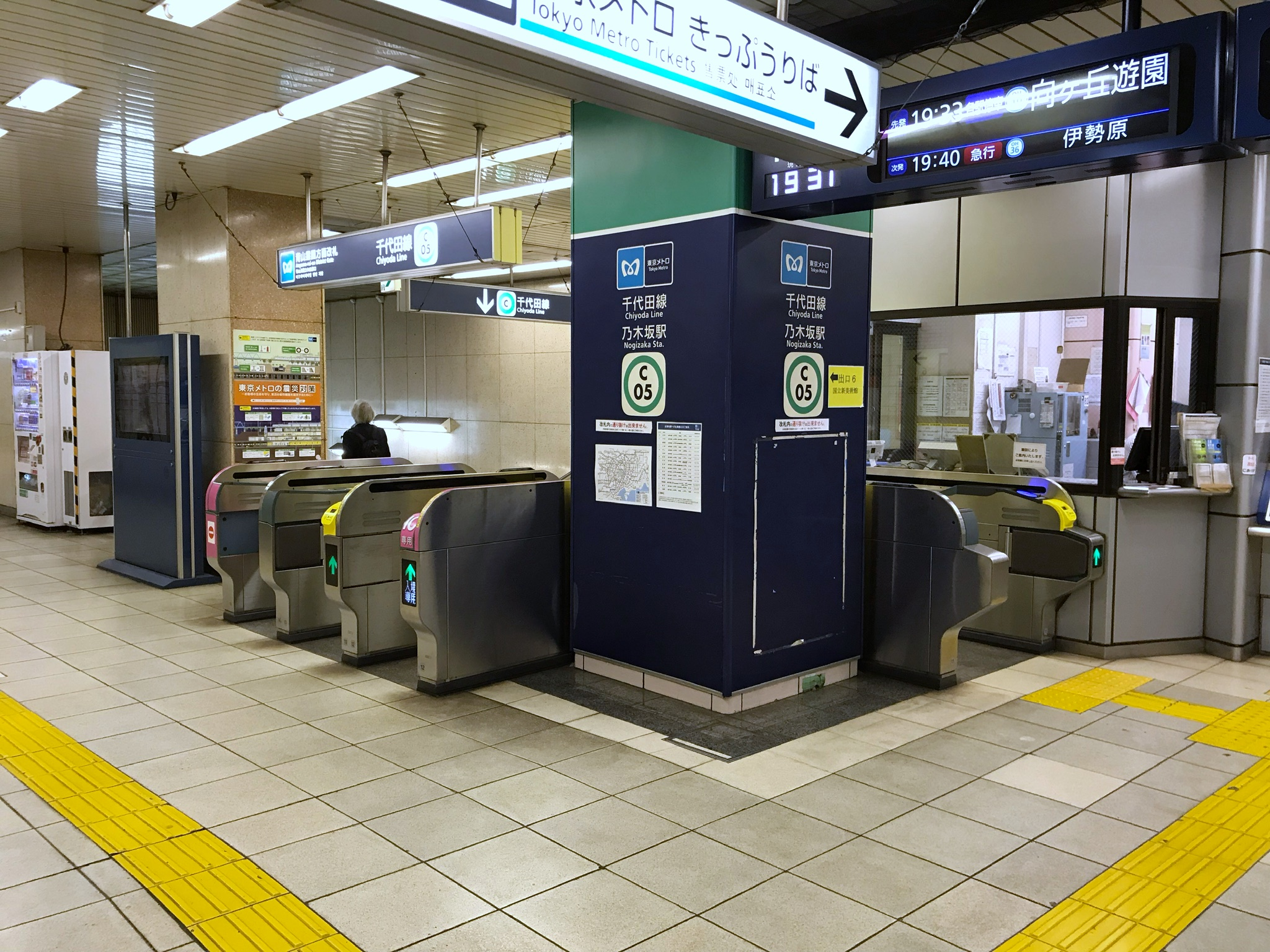
青山霊園方面改札口（2018年10月14日撮影）
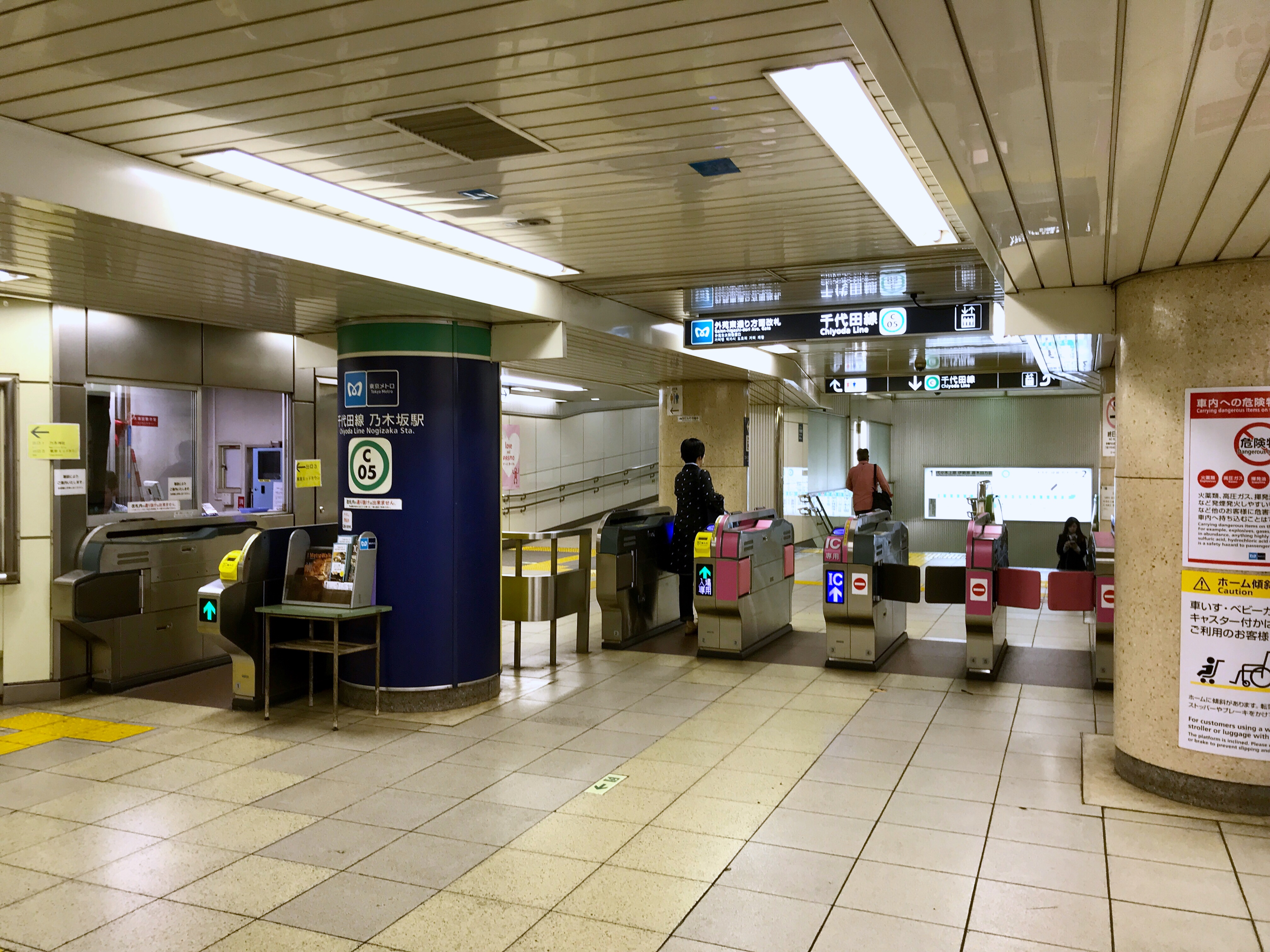
外苑東通り方面改札口（2018年10月14日撮影）
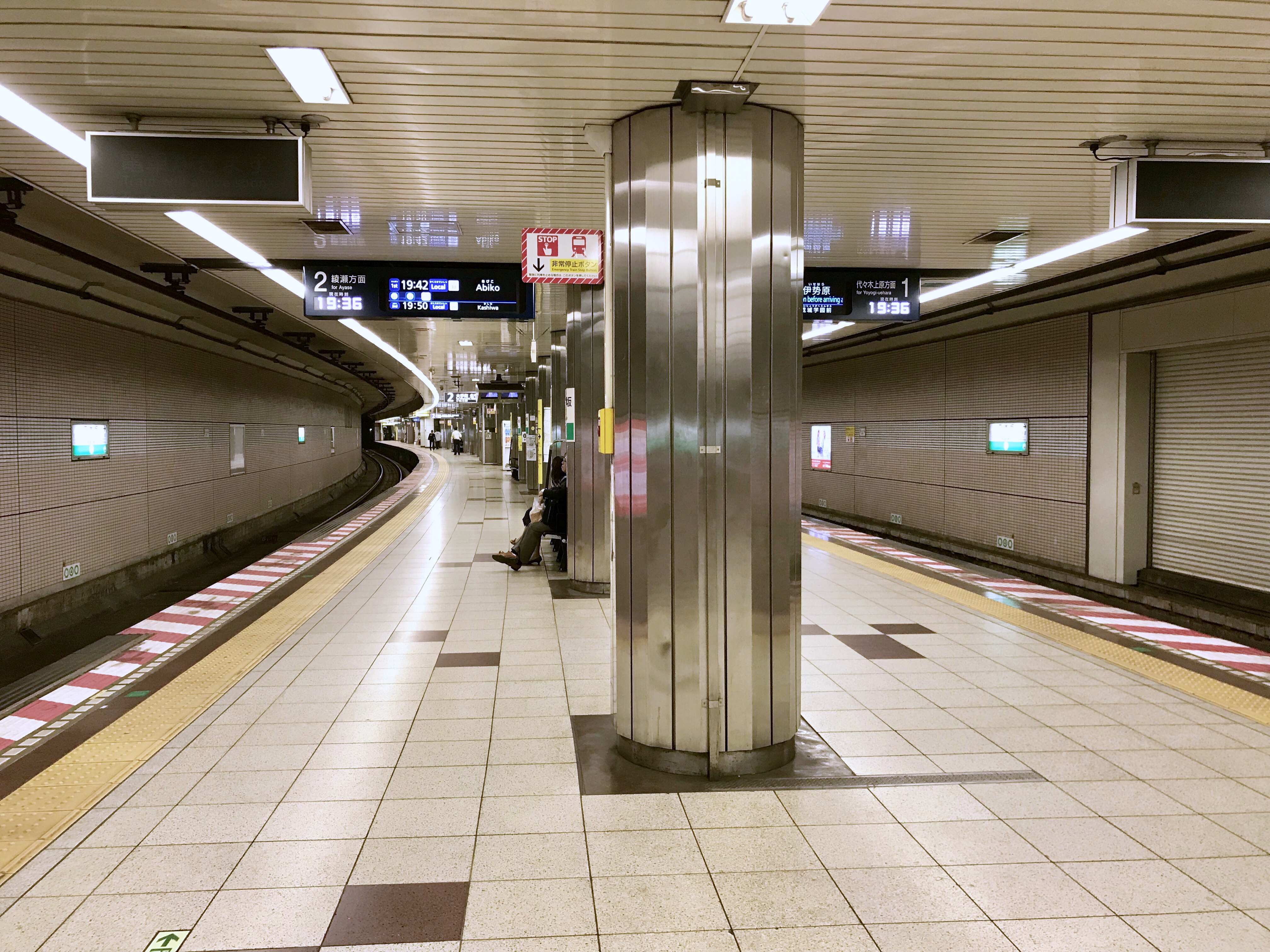
ホーム（2018年10月14日撮影）。右端に乃木坂変電所の機器搬出入口が見える。

### 発車メロディ
2016年3月26日より、従来のブザーに代わって発車メロディ（発車サイン音）を使用している。曲は乃木坂46の「君の名は希望」で、1番線ではイントロ、2番線ではサビのアレンジを使用している。
東京メトロが2015年6月から9月までホームページ上において発車メロディに使用する楽曲のリクエストを募集した結果、約6,400件のリクエストを集め第1位となったのが「君の名は希望」であった。音源は当時乃木坂46のメンバーであった生田絵梨花がピアノで演奏したものを使用している。

## 利用状況
2024年度の1日平均乗降人員は39,194人であり、東京メトロ全130駅中94位。
2000年の大江戸線六本木駅開業により利用者が減少したが、2007年の東京ミッドタウンや国立新美術館の開業後は、1990年代前半の水準に回復している。
近年の1日平均乗降・乗車人員は下表の通り。
| 年度               | 1日平均 乗降人員 | 1日平均 乗車人員 | 出典     |
| ------------------ | ---------------- | ---------------- | -------- |
| 1990年（平成02年） |                  | 20,167           | [ * 1 ]  |
| 1991年（平成03年） |                  | 19,899           | [ * 2 ]  |
| 1992年（平成04年） | 38,545           | 19,282           | [ * 3 ]  |
| 1993年（平成05年） | 37,752           | 18,540           | [ * 4 ]  |
| 1994年（平成06年） | 36,864           | 18,227           | [ * 5 ]  |
| 1995年（平成07年） | 36,293           | 18,262           | [ * 6 ]  |
| 1996年（平成08年） | 36,009           | 17,956           | [ * 7 ]  |
| 1997年（平成09年） | 35,777           | 17,573           | [ * 8 ]  |
| 1998年（平成10年） | 35,530           | 17,479           | [ * 9 ]  |
| 1999年（平成11年） | 35,018           | 17,189           | [ * 10 ] |
| 2000年（平成12年） | 31,213           | 14,975           | [ * 11 ] |
| 2001年（平成13年） | 28,514           | 13,488           | [ * 12 ] |
| 2002年（平成14年） | 26,824           | 13,118           | [ * 13 ] |
| 2003年（平成15年） | 27,118           | 13,268           | [ * 14 ] |
| 2004年（平成16年） | 27,190           | 13,296           | [ * 15 ] |
| 2005年（平成17年） | 27,379           | 13,296           | [ * 16 ] |
| 2006年（平成18年） | 29,126           | 14,329           | [ * 17 ] |
| 2007年（平成19年） | 39,986           | 20,279           | [ * 18 ] |
| 2008年（平成20年） | 40,746           | 19,833           | [ * 19 ] |
| 2009年（平成21年） | 40,758           | 19,770           | [ * 20 ] |
| 2010年（平成22年） | 41,614           | 20,210           | [ * 21 ] |
| 2011年（平成23年） | 37,711           | 18,199           | [ * 22 ] |
| 2012年（平成24年） | 38,336           | 18,896           | [ * 23 ] |
| 2013年（平成25年） | 38,264           | 18,830           | [ * 24 ] |
| 2014年（平成26年） | 39,935           | 19,545           | [ * 25 ] |
| 2015年（平成27年） | 40,309           | 19,727           | [ * 26 ] |
| 2016年（平成28年） | 42,394           | 20,608           | [ * 27 ] |
| 2017年（平成29年） | 42,733           | 20,885           | [ * 28 ] |
| 2018年（平成30年） | 43,434           | 21,252           | [ * 29 ] |
| 2019年（令和元年） | 42,374           | 20,705           | [ * 30 ] |
| 2020年（令和02年） | 25,496           |                  |          |
| 2021年（令和03年） | 30,403           |                  |          |
| 2022年（令和04年） | 34,694           |                  |          |
| 2023年（令和05年） | 39,229           |                  |          |
| 2024年（令和06年） | 39,194           |                  |          |

## 駅周辺
- 政策研究大学院大学
- 国立新美術館（東京大学生産技術研究所跡地）
- 日本学術会議
- 山王病院
- 乃木神社
- 乃木公園
- 都立青山公園
- 檜町公園
- 駐日シリア大使館
- 港区立赤坂小学校
- 港区立赤坂中学校
- 乃木坂駅前郵便局
- ユミ・カツラ本社
  - 桂由美ブライダルハウス東京本店
- SMILE-UP.（旧：ジャニーズ事務所）本社（旧：SME乃木坂ビル[12]）
  - Sony Music Studios Tokyo （賃貸契約で存続）
- 東京ミッドタウン
  - ミッドタウン・タワー
  - ザ・リッツ・カールトン東京
  - サントリー美術館
- 六本木ヒルズ
- ホテル アジア会館
- メルセデス・ベンツ コネクション
- 乃木會館
- 青山霊園
- 青山葬儀所
- 東京都立青山特別支援学校
- 赤坂プレスセンター（米軍基地）
- 健康保険組合連合会本部
- 衆議院青山議員宿舎
- 外苑東通り
- 赤坂通り（東京都道413号赤坂杉並線）
- 乃木坂（駅名の由来）
- 六本木駅（東京メトロ日比谷線・都営地下鉄大江戸線） - 連絡運輸扱いがないため乗換駅にならない。当駅付近で大江戸線が地下で交差するが、大江戸線に駅は設置されていない。

### バス路線
乃木公園
- ちぃばす赤坂ルート：六本木ヒルズ行（フジエクスプレス）

乃木坂駅入口
- ちぃばす赤坂ルート：赤坂見附駅方面（フジエクスプレス）

青山斎場
- 品97：品川駅高輪口行 / 新宿駅西口行・青山一丁目駅前行（都営バス）

## 乃木坂46との関係
- ファーストアルバム『透明な色』のジャケット写真は、当駅構内において東京メトロ全面協力のもとで撮影された[13]。また、アルバム発売日の2015年1月7日からは、当駅コンコースに特大の展示パネルが設置された。パネルには一部を除き東京メトロと乃木坂46のシンボルマーク、ならびに同年1月時点で在籍していた全メンバー39名のサインが入っていた[14]。掲出は当初2015年1月31日までの予定だった[14]が、1日延長して2月1日まで掲出された。
- 2015年3月16日より約1週間、11枚目シングル『命は美しい』（同年3月18日発売）のポスター掲示が東京メトロ全駅で行われ、当駅には同シングルの参加メンバー全38名のサインが入ったポスターが掲出された[15][16]。
- 前述の発車メロディの使用開始に併せ、2016年3月26日から同年4月10日まで、14枚目シングル『ハルジオンが咲く頃』の特大パネルが設置された[17]。パネルには『透明な色』の発売時と同じく、東京メトロと乃木坂46のシンボルマーク、ならびに同シングル発売時点での在籍メンバー全36名のサインが入っていた。
- 2021年12月15日に発売された初のベストアルバム『Time flies』のジャケット写真の撮影を当駅で行った[18]。また、同アルバムの発売に合わせて行われた「駅名の最後に“坂”が付く駅」にメンバーが駅貼りポスターを掲出しに行くキャンペーン企画のトップバッターに当駅が選ばれ、在籍メンバーから代表して秋元真夏・北野日奈子・梅澤美波・賀喜遥香の4名が当駅に赴き、その場でポスターに直筆のサインを書き込んだ[19][20]。

## 隣の駅
東京地下鉄（東京メトロ）
 千代田線

表参道駅 (C 04) - 乃木坂駅 (C 05) - 赤坂駅 (C 06)